# Žalany
Žalany (en allemand : Schallan) est une commune du district de Teplice, dans la région d'Ústí nad Labem, en République tchèque. Sa population s'élevait à 521 habitants en 2021.

## Géographie
Žalany se trouve à 8 km au sud-est du centre de Teplice, à 14 km au sud-ouest d'Ústí nad Labem et à 69 km au nord-ouest de Prague.
La commune est limitée par Rtyně nad Bílinou au nord, par Bořislav à l'est, par Velemín au sud, et par Kostomlaty pod Milešovkou et Bžany à l'ouest.

## Histoire
La première mention écrite de la localité date de 1400.

## Patrimoine

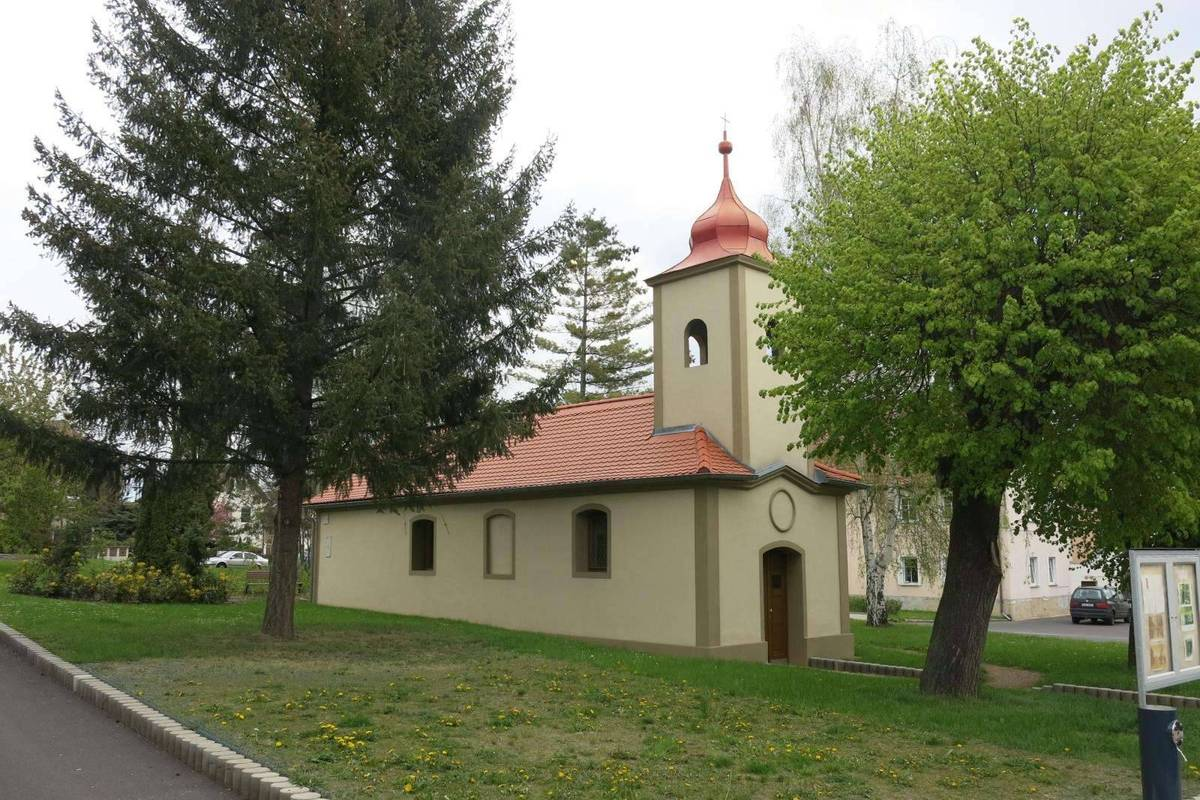
Chapelle Saint-Fabien et Saint-Sébastien.
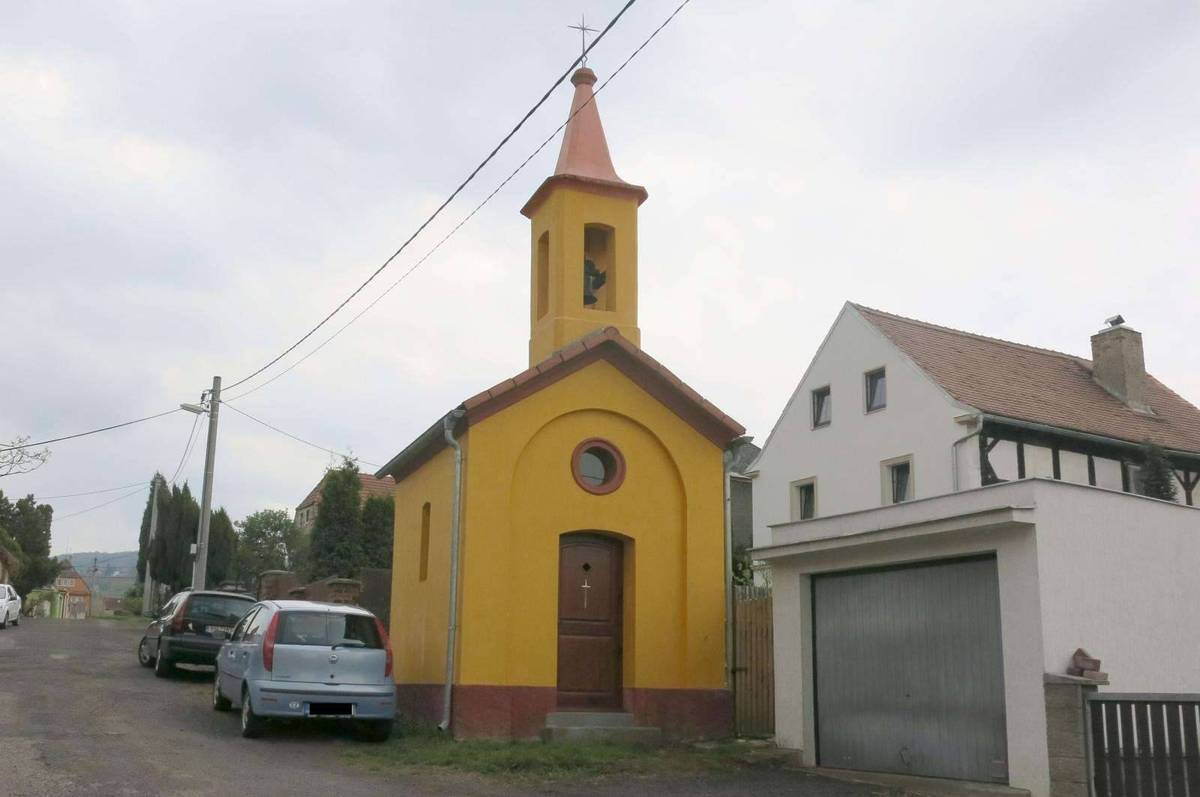
Chapelle à Žalany.